# Nabi Yunis
Nabi Yunis es el punto más alto de Palestina, con una altitud de 1030 metros (3379 pies). Está cerca de la ciudad de Halhul, en la gobernación de Hebrón.